# Camponotus bottegoi
Camponotus bottegoi é uma espécie de inseto do gênero Camponotus, pertencente à família Formicidae.